# Pierpaolo Ficara
Pierpaolo Ficara (Siracusa, 16 de febrero de 1991) es un ciclista italiano.

## Palmarés
2017
- Fenkil Northen Red Sea Challenge
- 1 etapa del Tour de Albania[2]
- 1 etapa del Tour de Jura